# Yllenus auriceps
Yllenus auriceps är en spindelart som först beskrevs av Denis 1966.  Yllenus auriceps ingår i släktet Yllenus och familjen hoppspindlar. Inga underarter finns listade i Catalogue of Life.